# Bennett-kenguru
A Bennett-kenguru vagy vörösnyakú wallaby (Macropus rufogriseus) az emlősök (Mammalia) osztályának erszényesek (Marsupialia) alosztályágába, ezen belül a Diprotodontia rendjébe és a kengurufélék (Macropodidae) családjába tartozó faj.

## Előfordulása
A Bennett-kenguru Tasmánia egész területén és Ausztrália délkeleti partsávján, Queensland és Új-Dél-Wales államokban, az eukaliptuszerdőkben és a bozótos területeken fordul elő. A partoktól a hegyi erdőkig mindenütt megtalálható. Él a Bass-szoros szigetein is, de nem lehet tudni, hogy melyeken őshonos, és melyekre hurcolták be. Új-Zéland déli szigetének Canterbury régiójában viszont biztosan betelepített populációja található. Tasmaniában és Queensland partvidékén az utóbbi 30 évben elszaporodott, egyrészt a vadászat csökkenése, másrészt a foltos erdőirtás miatt, ami lehetővé teszi, hogy a tisztásokon legeljen, és az erdőben pihenjen. Ismeretlen okokból Victoriában ritka.
Közel 100 fős populációja él szabadon Franciaországban, a Rambouillet-i erdőségben.

## Alfajai
- Macropus rufogriseus banksianus (Quoy & Gaimard, 1825)
- Macropus rufogriseus fruticus (Desmarest, 1817)
- Macropus rufogriseus rufogriseus (Ogilby, 1838) - Tasmania

A Tasmaniában élő alfaj kisebb, bundája sötétebb és bozontosabb,, mint a többi alfajé. Megszokta az ember közelségét, és gyakran legeli a sövényeket még a városokban is. A fogságban élő Bennett-kenguruk tartják magukat a megszokott szaporodási rendhez; a Tasmániából származó nőstények úgy késleltetik a vemhességüket, hogy nyár végén szüljenek.

## Megjelenése
A kenguru fej-törzs-hossza legfeljebb 90 centiméter, farokhossza 65-90 centiméter és testtömege elérheti a 27 kilogrammot. A hímek jelentősen nagyobbak, mint a nőstények. Orruk, mancsuk fekete, alsó ajkukon fehér csík húzódik. A bunda a nyakon és a vállnál vöröses; vastagabb, mint sok más wallaby bundája. A Tasmániában élő alfaj kisebb termetű, és hosszabb szőrű, mint a kontinensen élő alfaj. Feje a legtöbb kenguruhoz hasonlóan viszonylag kicsi, fülei hosszúak. Hátsó lába nagyon erős, három egyenlő hosszúságú részből áll, ezek a comb, a lábszár és a lábfej; lábfeje nagyobb, mint a többi wallaby-fajnak. Nyugalmi állapotban a vastag izmos farok a lábakkal együtt egyfajta háromlábú állványt képez, ahol az állat súlya a lábakra nehezedik. A kenguru főként előre és nem felfelé ugrik. A kinyújtott farok kormányrúdként szolgál. Hasonlít a csíkoshátú wallabyhoz (Macropus dorsalis), de nagyobb annál, hátáról hiányzik a fekete csík, és bundája finomabb.

## Életmódja
A kenguru túlnyomórészt magányos, de összegyűlik, ha elegendő élelmet, vizet vagy menedéket talál. Ezekben a csapatokban hierarchiát alakítanak ki. Az újabb kutatások szerint a konfliktusokat a társas életmódú állatokhoz hasonlóan rendezik. Szürkületkor és hajnalban táplálkozik, néha napközben is. Tápláléka fűfélék,eukaliptusz, levelek és más lágy szárú növények. Az állat 12-15 évig él.

## Szaporodása
Az ivarérettséget 14-19 hónapos korban éri el. A párzási időszak a kontinensen egész évben tart, Tasmánián februárra és márciusra esik. A nőstény 33 napig termékeny. Udvarláskor a nőstény megnyalja a hím nyakát. Erre a hím a nőstényhez dörzsöli az állát. Ezt egy rövid birkózás követi, majd párosodnak. A pár egy napig együtt marad. A vemhesség 30-40 napig tart, ennek végén egy fejletlen kölyök születik. A kölyök 9 hónapig az erszényben marad, és anyja 12-17 hónaposan választja el. A lányok többnyire nem költöznek messzire anyjuktól, a fiúknak viszont messzire kell menniük. Az anyák készek az elárvult kölykök örökbefogadására. Ahogy sok más kengurufajnál, nála is megfigyelhető az embrió fejlődésének késleltetése.

## Kapcsolata az emberrel
Gyakoriságuk és elterjedési területük nagysága miatt az IUCN nem veszélyeztetettnek sorolta be. Gyakran megpróbálják új helyekre betelepíteni, így a skót Loch Lomondban, Inchconachan szigetén él egy kis populációja. Ez két pártól származik, akiket 1975-ben telepítettek ki a Whipsnade állatkertből. 1993-ban 26 leszármazottjuk élt. Nagy-Britanniában a 20. század kezdetétől Derbyshire-ben a Peak Districtben élt egy másik populációja, ami azóta valószínűleg kihalt. Derbyshire-ben (Észak-Sussex) is néhány példány. West Sussex (Nyugat-Sussex) és Hampshire további elszórt populációk otthona.
Franciaországban a Rambouillet-erdő déli részén, Párizstól 50 km-re 30 Bennett-kenguru él vadon. Az 1970-es évektől telepedtek meg itt, amióta az 1970-es években egy viharban megszöktek egy émancé-i állatparkból.
Otto Koenig 50 példányt megpróbált Ausztriában elvadítani, de nem bírták a telet. A Man-szigeten élő populáció egy pártól származik, akik az 1970-es években szöktek meg egy vadasparkból.
Németországban, Mecklenburgban Stargard környékén él néhány Bennett-kenguru. 2001-ben egy betörés miatt megszöktek a közeli állatkertből, és három Bennett-kengurut nem tudtak befogni. Azóta vadon élnek és szaporodnak; még a 2009-2010-es kemény telet is kibírták. Angliában és Skóciában 1900 óta már többször elvadultak, de a kemény telek miatt a legtöbb ilyen populáció kihalt.
1870-ben Tasmániából néhány Bennett-kengurut szállítottak Christchurchbe (Új-Zéland), két nőstényt és egy hímet elengedtek Te Waimate környékén. 1874-ben szabadon látták őket Hunters Hillsnél. Gyorsan szaporodtak, ma körülbelül 350 000 hektáron élnek. A Canterbury régióban kártevővé nyilvánították őket, és a tulajdonosoknak nem szabad hagyniuk, hogy bizonyos területeket elhagyjanak.

### Állatkertekben
A leggyakrabban bemutatott kenguru faj. Magyarországon a Budapesti Állatkertben, a Debreceni Állatkertben, a Nyíregyházi Állatparkban, a Veszprémi Állatkertben, a Kecskeméti Vadaskertben, a Győri Állatkertben, a Miskolci Állatkertben, a Pécsi Állatkertben, a Jászberényi Állatkertben, a Szegedi Vadasparkban,  a Gyöngyösi Állatkertben, a Tisza-tavi MiniZoo-ban Sarudon, valamint a Somogy vármegyei Kerekiben működő Balatoni Madárkert területén tartanak Benett-kengurut. Sok helyen albinó egyedeket is tartanak.

## Képek

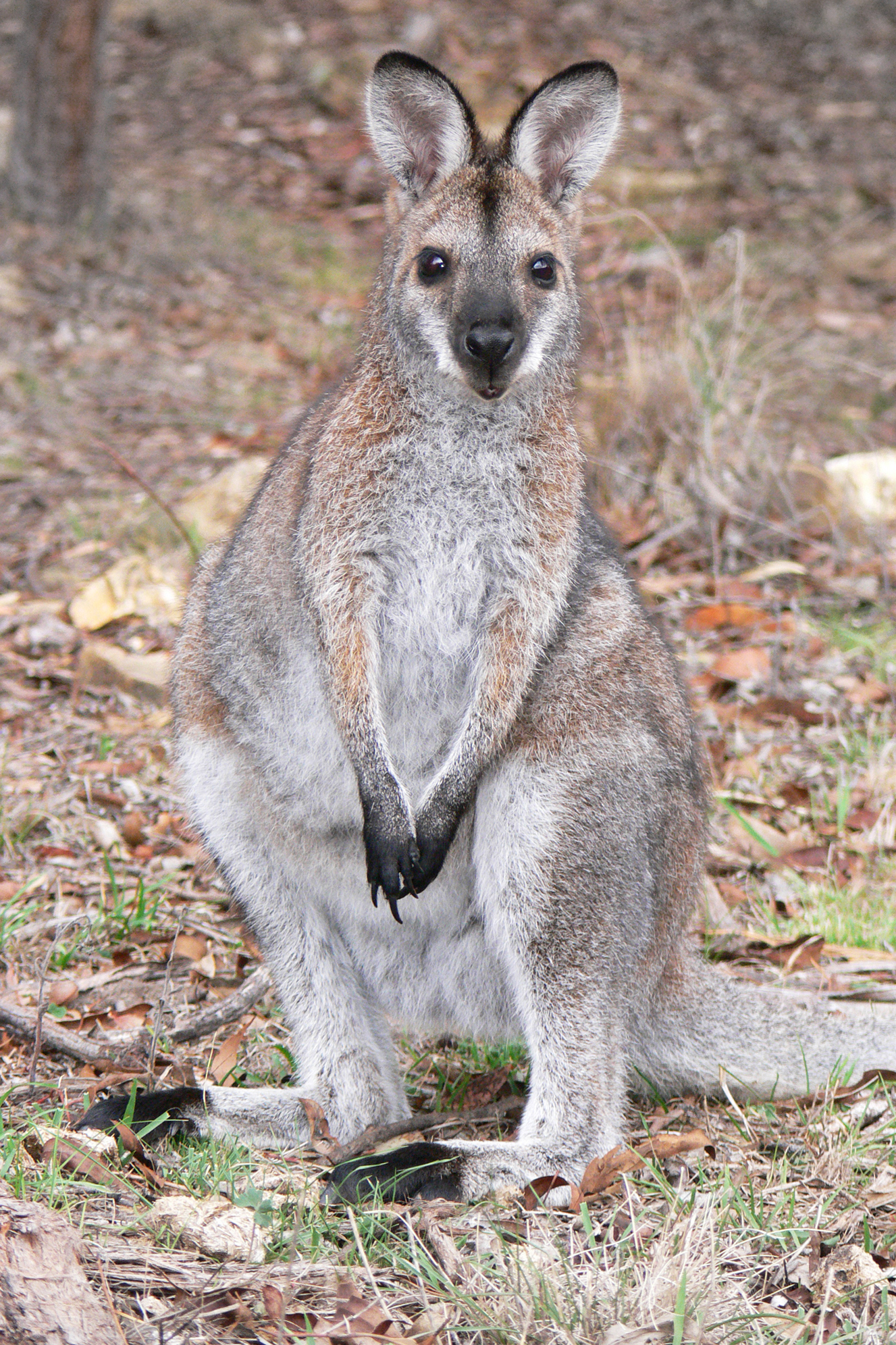
Megszokott színű, kíváncsi fiatal példány
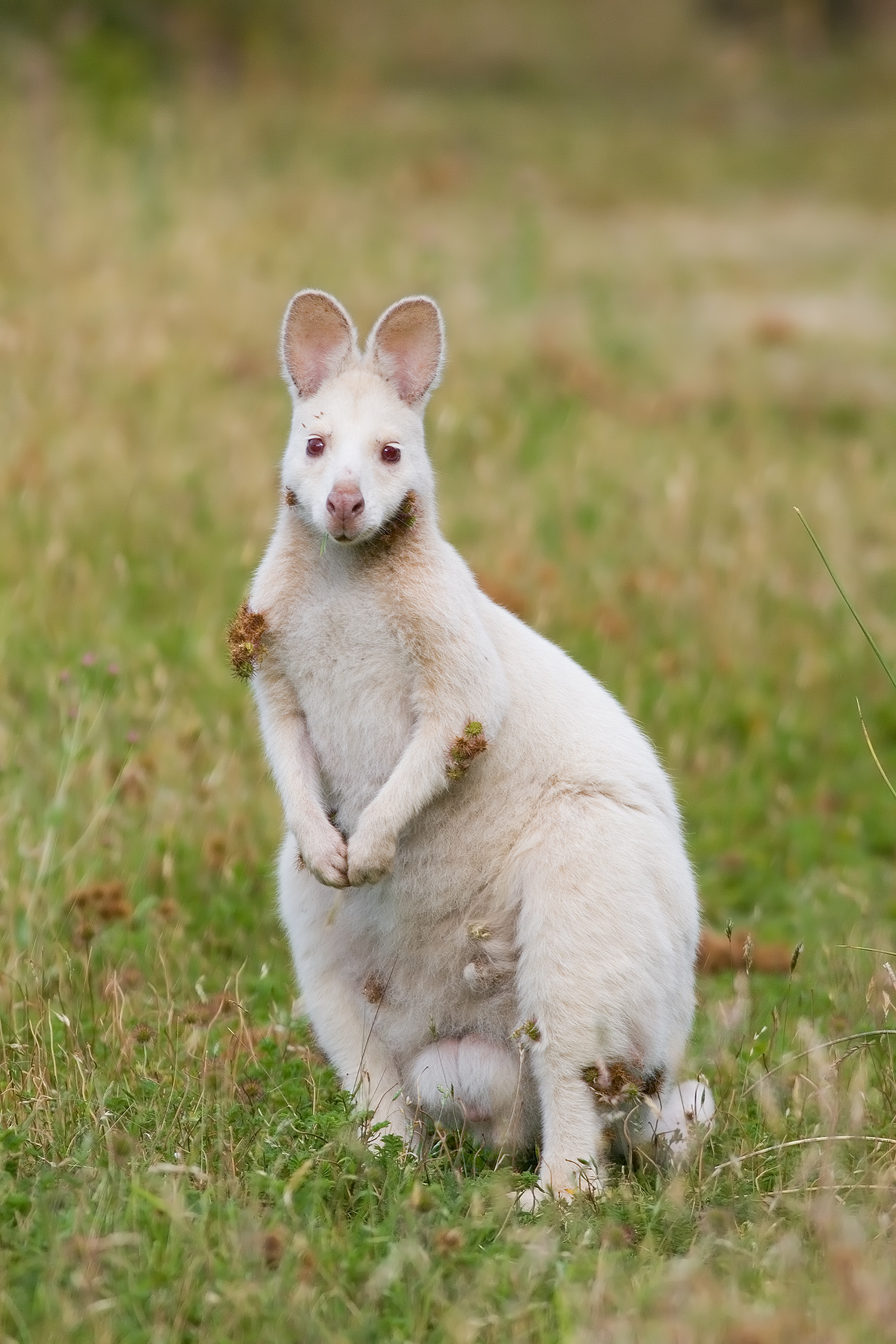
Albínó Bennett-kenguru a Bruny Island-on
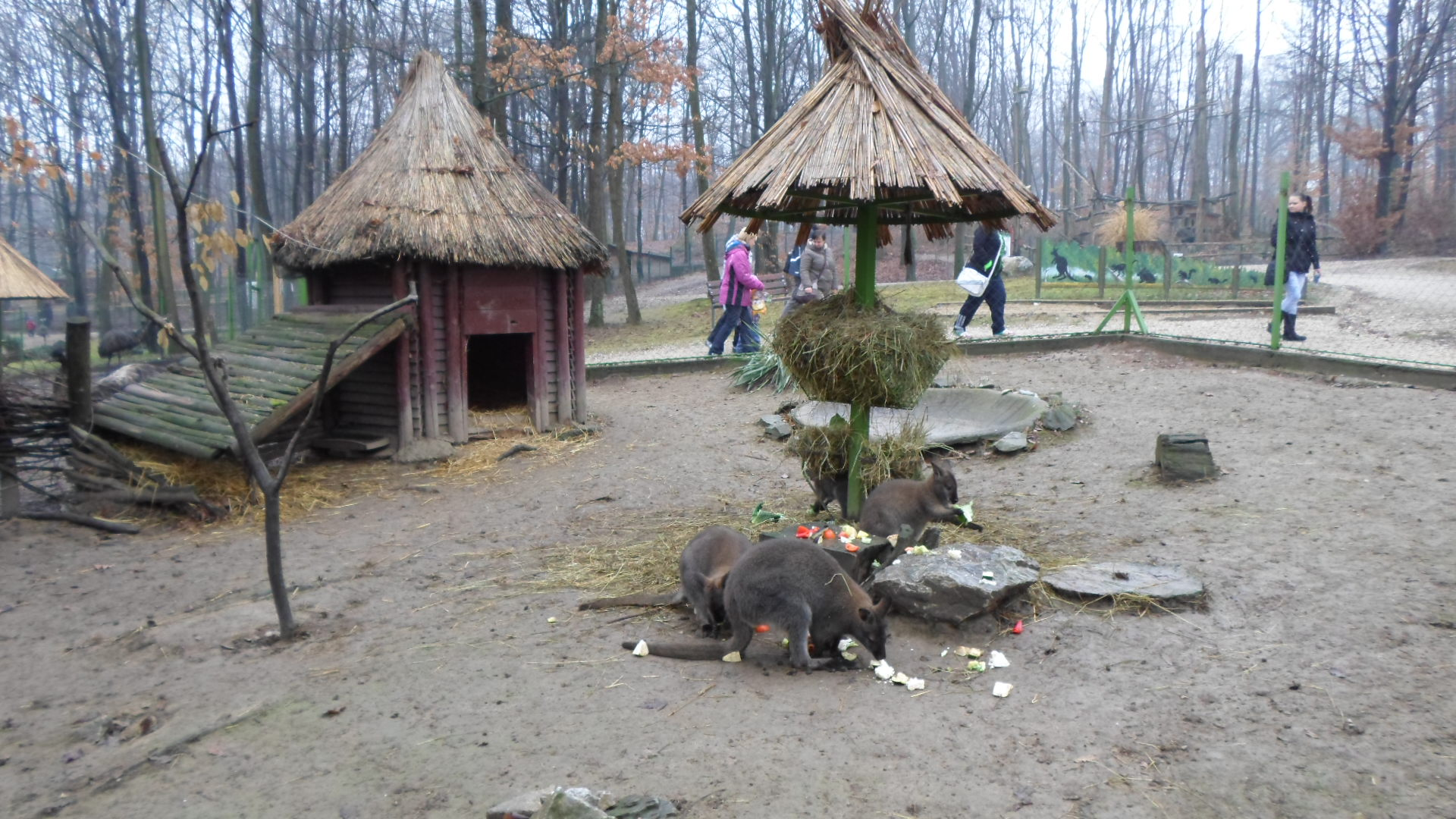
Bennett-kenguruk a Miskolci Állatkertben

### Fordítás
- Ez a szócikk részben vagy egészben  a   Rotnackenwallaby című német Wikipédia-szócikk fordításán alapul.  Az eredeti cikk szerkesztőit annak laptörténete sorolja fel. Ez a jelzés csupán a megfogalmazás eredetét és a szerzői jogokat jelzi, nem szolgál a cikkben szereplő információk forrásmegjelöléseként.
- Ez a szócikk részben vagy egészben  a   Red-necked wallaby című angol Wikipédia-szócikk fordításán alapul.  Az eredeti cikk szerkesztőit annak laptörténete sorolja fel. Ez a jelzés csupán a megfogalmazás eredetét és a szerzői jogokat jelzi, nem szolgál a cikkben szereplő információk forrásmegjelöléseként.